# Haga slottsgrund

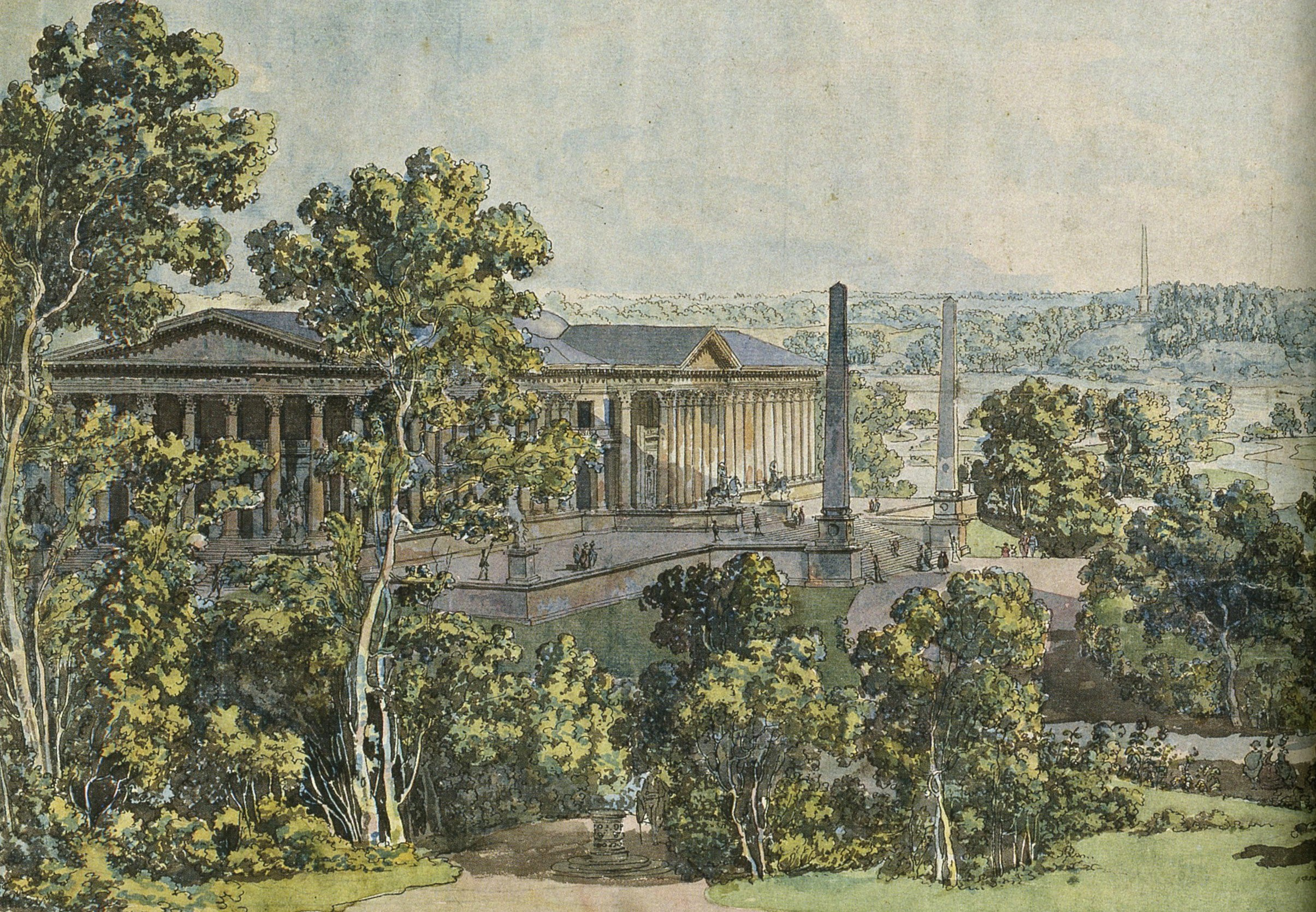
Gustav III:s dröm Stora Haga slott, skiss av Desprez, 1791.

Haga slottsgrund eller Stora Haga slottsruin är resterna av Gustav III:s storslagna plan för Stora Haga slott i Hagaparken. I uppdraget att rita slottet var inte mindre än sex arkitekter inblandade. Uppförandet hann inte mer än till grunden innan kungen mördades i mars 1792 och bygget avstannade. Idag finns bara slottets källarmurar kvar.

## Bakgrund

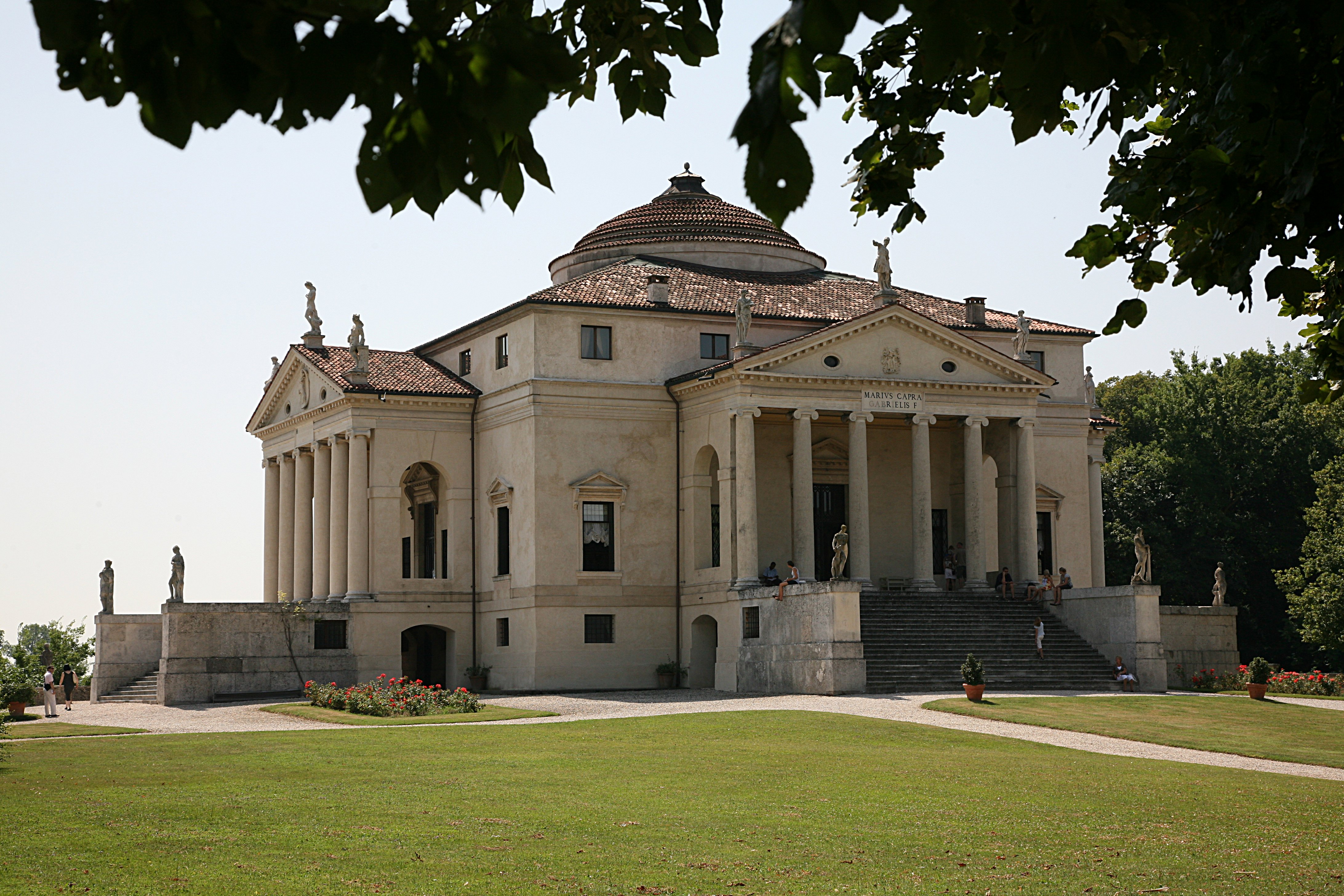
Villa Rotonda kan ha varit en inspirationskälla för Olof Tempelman.

I slutet av 1770-talet ritade Carl Fredrik Adelcrantz det första förslaget till ett större lustslott 
som skulle placeras i Haga. Den dåvarande marken som kungen ägde var i sin utsträckning ungefär hälften så stor som Haga senare kom att bli och de ursprungliga planerna var också, sett till senare planer, någorlunda ödmjuka. Adelcrantz har med största sannolikhet använt Nicodemus Tessin d.y.:s förslag till Apollotempel i Versailles som förebild. Tydligt var den franskinspirerade stilen och den försiktighet som präglade samtidens svenska rokoko, som stilmässigt drog mycket åt senbarocka drag.
Gustav III lät hovintendenten och parkarkitekten Fredrik Magnus Piper rita ett mindre lustslott på platsen för Haga gård. Förslaget fanns med på Pipers generalplan som lades fram 1781 och hade i sin grundutformning, på generalplanen, samma form som Adelcrantz förslag. Kungen gav själv tydliga anvisningar i form av egenhändiga skisser. Kasinot som byggnaden kallades, hade tydliga drag av Marie-Antoinettes Petit Trianon, ett lustslott nordväst om Slottet i Versailles. 1783 sände Piper flera reviderade ritningar till kungen, som befann sig på sin Italienresa. Men kungen gillade inte Pipers olika förslag och fråntog honom uppdraget. Efter Piper anlitade Gustav III den franske arkitekten Léon Dufourny, men denne tog alltför lång tid på sig och Piper fick rita ytterligare ett förslag.
I november 1785 köpte kungen Brahelund-området, förvärvet utökade parkens areal betydligt åt norr. Pipers andra slottsförslag underkändes 1786 (som kompensation fick han rita Turkiska kiosken). Istället konsulterades stadsarkitekten Erik Palmstedt för den slottsbyggnad som kungen nu planerade i det nyinköpta Brahelund-området. Men kungen ändrade sig ytterligare en gång beträffande arkitektval och slutligen blev det Olof Tempelman som fick uppdraget. Hans förslag hade tydliga drag av Villa Rotonda i Vicenza samt Peterskyrkan och Pantheon i Rom.

## Planering och byggfas

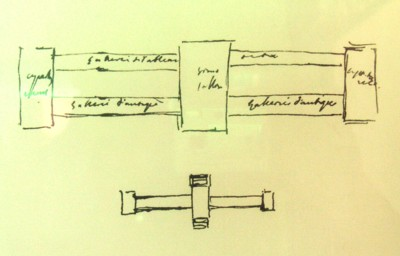
Gustav III:s egen skiss

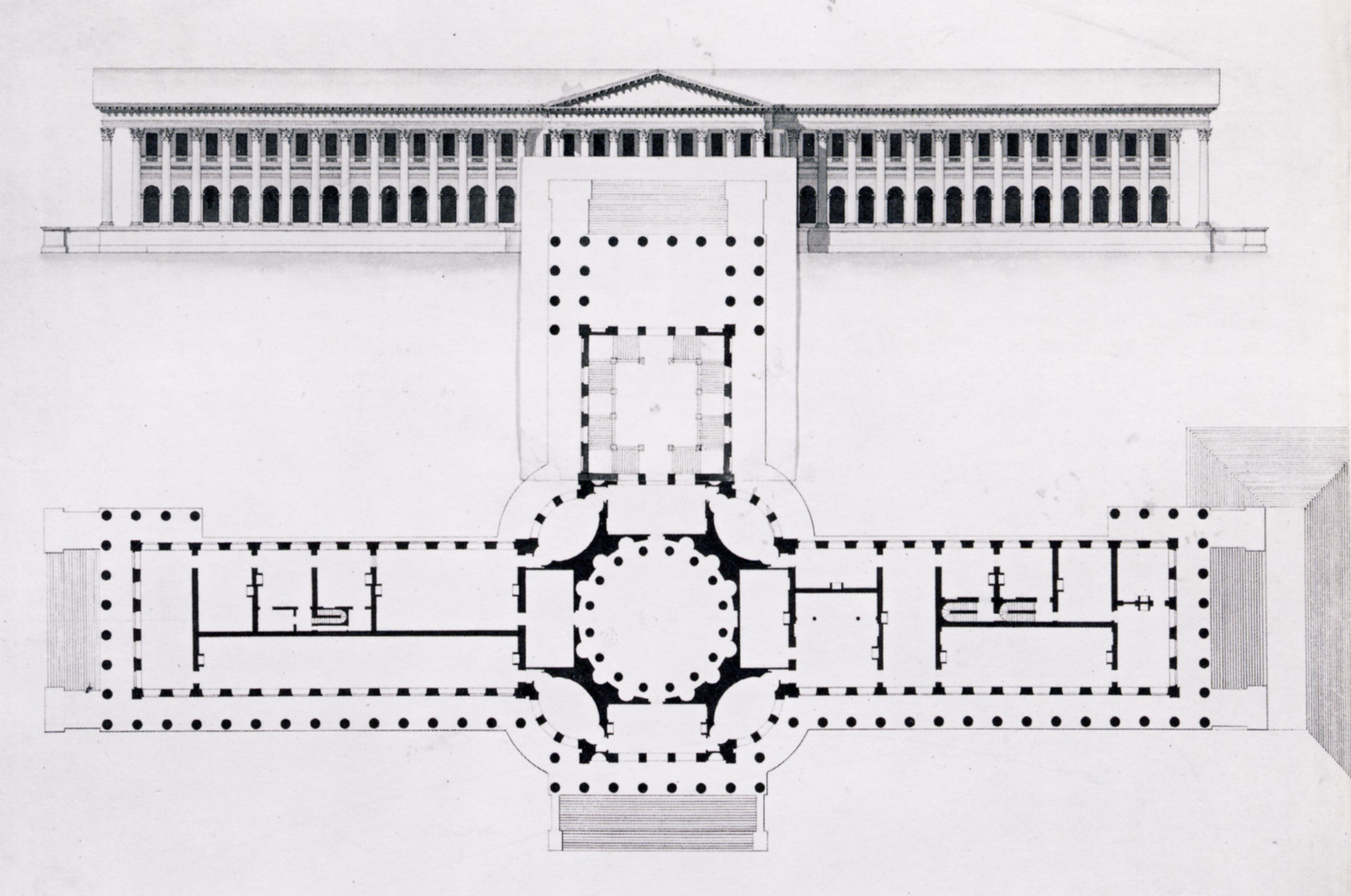
Desprez planritning kompletterad med ett monumentalt trapphus mot norr, som ligger utvikt över fasadritningen, 1790-tal.

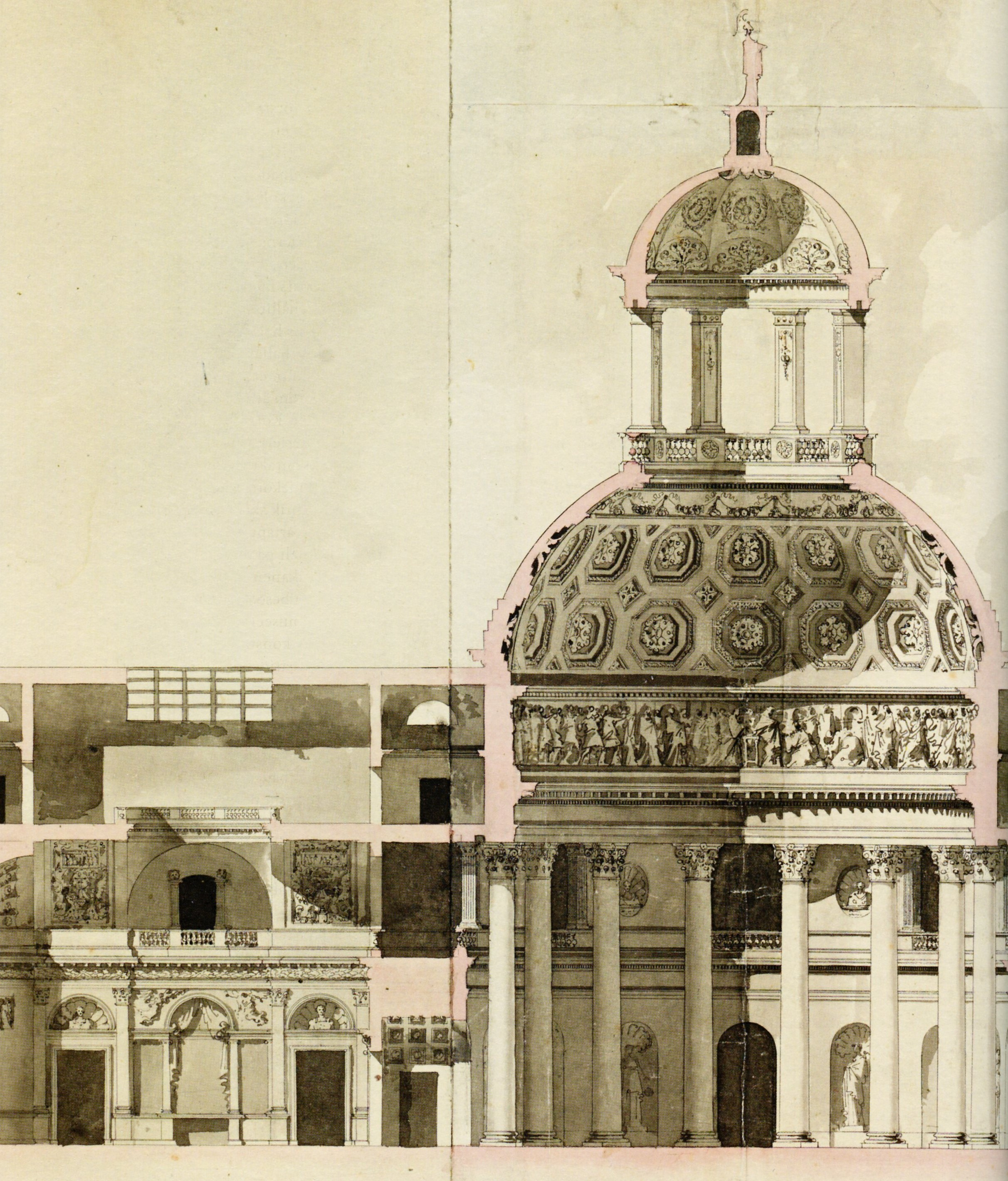
Del av Desprez längssektion.

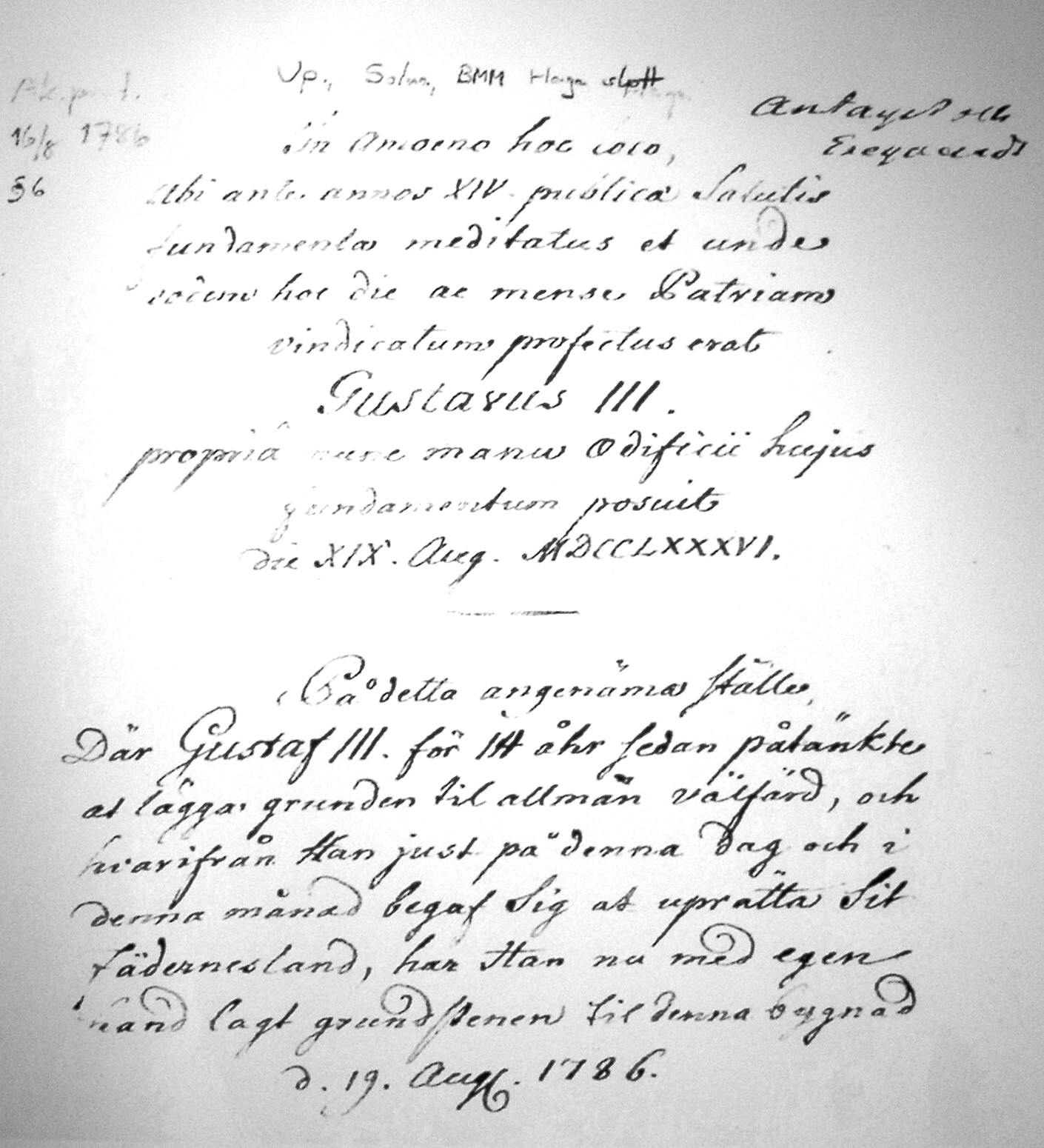
Grundstensläggningens dokument.

I det stora slottsprojektet kom Gustav III:s skiftande arkitekturideal till uttryck och det var även en del i en medveten politisk manifestation som skulle ta alltmer monumentala former. Efter grundstensläggning med musik och dikt av Carl Michael Bellman den 19 augusti 1786  skrev Hedvig Elisabet Charlotta av Holstein-Gottorp, som var närvarande vid ceremonin, i sin dagbok:
| ” | Under tiden nedlägger denne [Gustav III] den första stenen, uti hvilket enligt bruket inlades åtskilliga sorters mynt; på densamma var äfven ingraverad en latinsk inskription tillkännagivande, att det var till åminnelse af att kungen på denna dag återskänkt sitt folk friheten, som han lagt grundstenen till detta sitt nya slott, en blifvand hemvist för friheten, nöjet och glädjen. | „ |

Grundstenen lades förmodligen under grundens mittpelare, som var tänkt att bli slottets centralt belägna kupolrum. Gustav III grundläggningsdokument till Stora Haga slott finns bevarad. Textens andra avsnitt lyder:
| ” | På detta angenäma ställe, Där Gustav III för 14 åhr sedan påtänkte at lägga grunden til allmän välfärd, och hvarifrån Han just på denna dag och i denn månat begaf Sig at uprätta Sit fädernesland, har Han nu med egen hand lagt grundstenen til denna bygnad. d. 19. aug. 1786. | „ |

Omedelbart påbörjades de omfattande arbetena med grunden och källaren till slottsbyggnaden efter ritningar av Olof Tempelman. Först sedan bygget varit igång något år grep Gustav III, som var mycket intresserad av arkitektur, själv in i skissarbeten och drog ut byggnaden med flyglar åt sidorna med långa rader av totalt 70 stycken korintiska kolonner. Nu skulle det bli ett konstmuseum där kungen ville visa sin samling av antika skulpturer och sin betydande tavelsamling som han fört hem från Italien och Frankrike. Dessutom skulle slottet rymma teater, festsalar och bostäder för hela hovet.
Än en gång började Gustav III tvivla på arkitektens förslag och år 1787 överlämnades det fortsatta arkitektuppdraget till Louis Jean Desprez. Honom hade kungen träffat i Rom och bjudit in till Stockholm, där Desprez sedan 1774 ansvarade för dekorationerna av Gustav III:s opera. På Despréz slutgiltiga fasadritning till slottets huvudfasad syns byggnadens mäktiga kolonnrad. Mot syd ansluter en monumental fritrappa flankerad av två obelisker. På ett ritningsalternativ ersatte Despréz obeliskerna med två ryttarstatyer.
Slottet har ofta påståtts ha varit tänkt som slutet på en rak visuell axel från Stockholms slott via Sveavägen, Bellevueparken och Brunnsviken till Hagaparken, en sträcka på knappt 5 km. Detta är en missuppfattning som vederlades 1929 av Ragnar Josephson.
År 1790 var bygget i full gång, trots att ett kostnadskrävande krig mot Ryssland pågick samtidigt. Arbeten med det "Stora stallet" stoppades för att frigöra alla tillgängliga resurser till slottsbyggnaden. På grund av den starka sluttningen i terrängen restes bastanta grundmurar i gråsten. 
Vid 1790-talets början växte planerna ytterligare. På den redan fastställda planritningen klistrades en vikbar ritningsdel som kunde vikas upp. På ritningsdelen redovisade Desprez ett nytt storslaget trapphus mot norr med en öppen plats inramad av 18 kolonner. I planerna ingick även en stor förgård till slottets norra fasad. Förebilden var Giulio Romanos Palazzo del Tè i Mantua.
Som mest arbetade närmare 800 personer i det stora slottsprojektet. Arbetsstyrkan bestod av cirka 650 soldater, till det kom cirka 150 ryska krigsfångar som inkvarterades vid finnstugorna. Enligt samtida källor kom de att "utgöra en mera talrik än värdefull förstärkning".

## Byggstopp

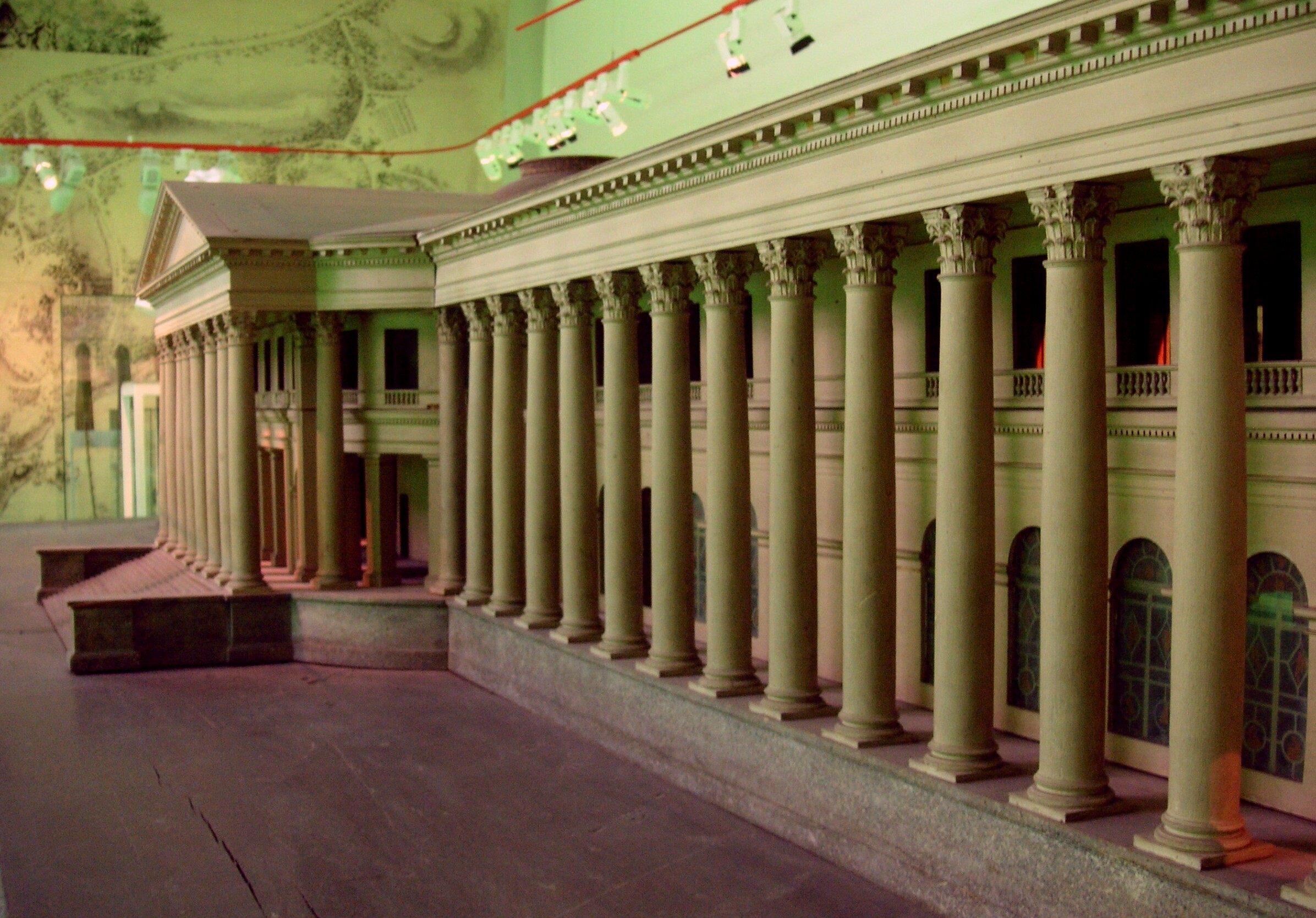
Modellen i Haga parkmuseum.

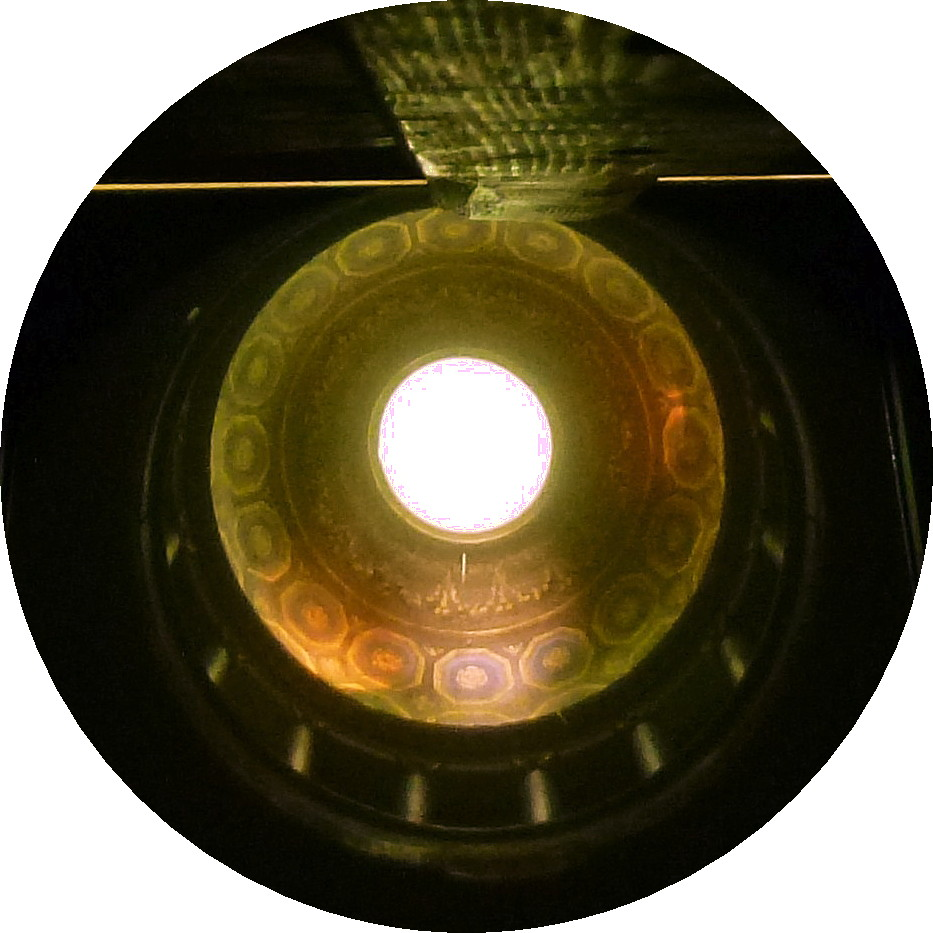
Modellens kupol.

Arbetet på slottet avbröts vid kungens död i mars 1792 och Stora Haga slott blev aldrig färdigställt. Den ofärdiga slottsgrunden övertäcktes med träplank och de stora mängder tegel som redan hade levererats till platsen, användes redan på hösten 1792 till uppförandet av krigsskolans flyglar på Karlbergs slott. Enligt Gustav III:s bouppteckning fanns även stora mängder av oanvänd finhuggen sten till byggnadens socklar och lister, som antagligen nyttjades till bygget av Drottningens paviljong (Haga slott) tio år efter kungens död.
Trämodellen av det planerade slottet färdigställdes några år efter Gustav III:s död och finns nu som huvudattraktion i Haga parkmuseum. Modellen är mycket detaljerad och var möbelsnickaren Christopher Borenstrands mästerstycke. Delar av modellen kan lyftas av och visar då exakta inredningsdetaljer i miniformat. Genom ett titthål på sidan av modellen och ett spegelsystem kan besökaren till och med se in i slottets kupol, så som arkitekten Desprez hade tänkt sig.
Gustav III:s omfattande samling av antika konstföremål som skulle få sin plats i Stora Haga slott hamnade 1794 i Gustav III:s antikmuseum i en av Stockholms slotts flygelbyggnader. Det är idag Sveriges äldsta offentliga konstmuseum, och ett av de äldsta i Europa.

## Restaureringar
Källargrunden restaurerades genom större åtgärder år 1968 då man avlägsnade vegetation och reparerade murverket. 
Under perioden 1998-1999 genomfördes ännu en omfattande restaurering genom slottsarkitekten Erik Langlet, varvid håligheter i murverket lagades och nedfallna stenblock åter murades fast. År 2007 genomfördes en noggrann uppmätning genom Kungliga Konsthögskolans elever.

## Slottsgrunden idag och i framtiden
Det enda som färdigställdes av det planerade slottet efter Gustav III död var en mycket detaljerad trämodell. Den och några skisser och ritningar kan beses i Haga Parkmuseum som finns i det mellersta av koppartälten. 
Från Desprez tid finns i övrigt en hel del måttsatta ritningar bevarade, där den planerade byggnadens grundläggning visas i plan och sektioner. Däremot fanns knappt några nutida uppmätningar. Byggnadsstyrelsen upprättade 1973 en ritning av grunden i skala 1:500, som är märkt "Haga Ruiner (Stora Slottsgrunden)". Ritningen var dock oexakt och därför gjorde år 2006 Kungliga Konsthögskolans elever en ny exakt uppmätning. År 2007 visades Konsthögskolans uppmätningar i en utställning i parkmuseet som handlade om Stora Haga slottsgrundens historia och framtid. 
Idag är slottsgrunden byggnadsminnesmärkt.

## Bildgalleri

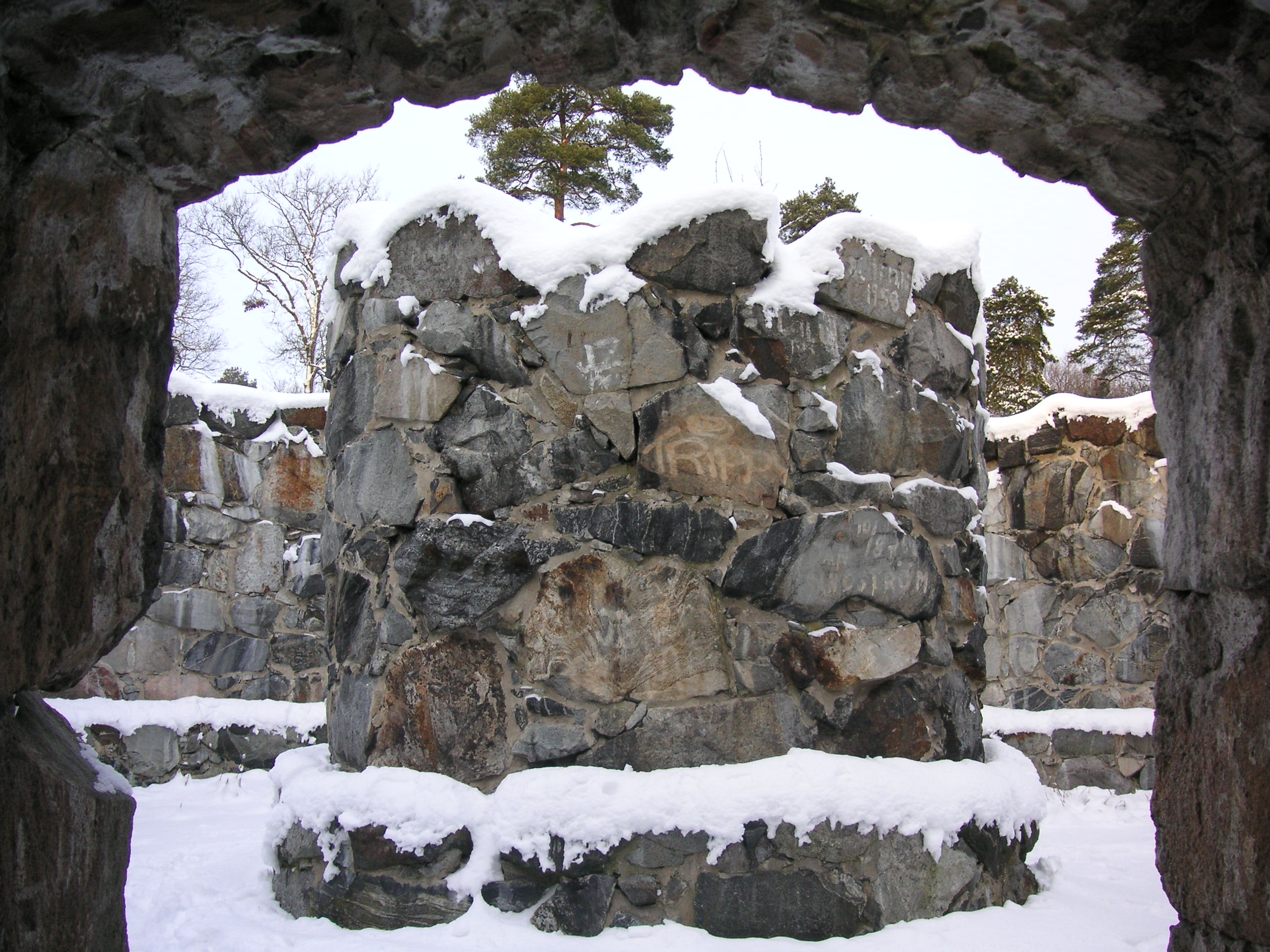
Slottsgrunden, mittpelaren
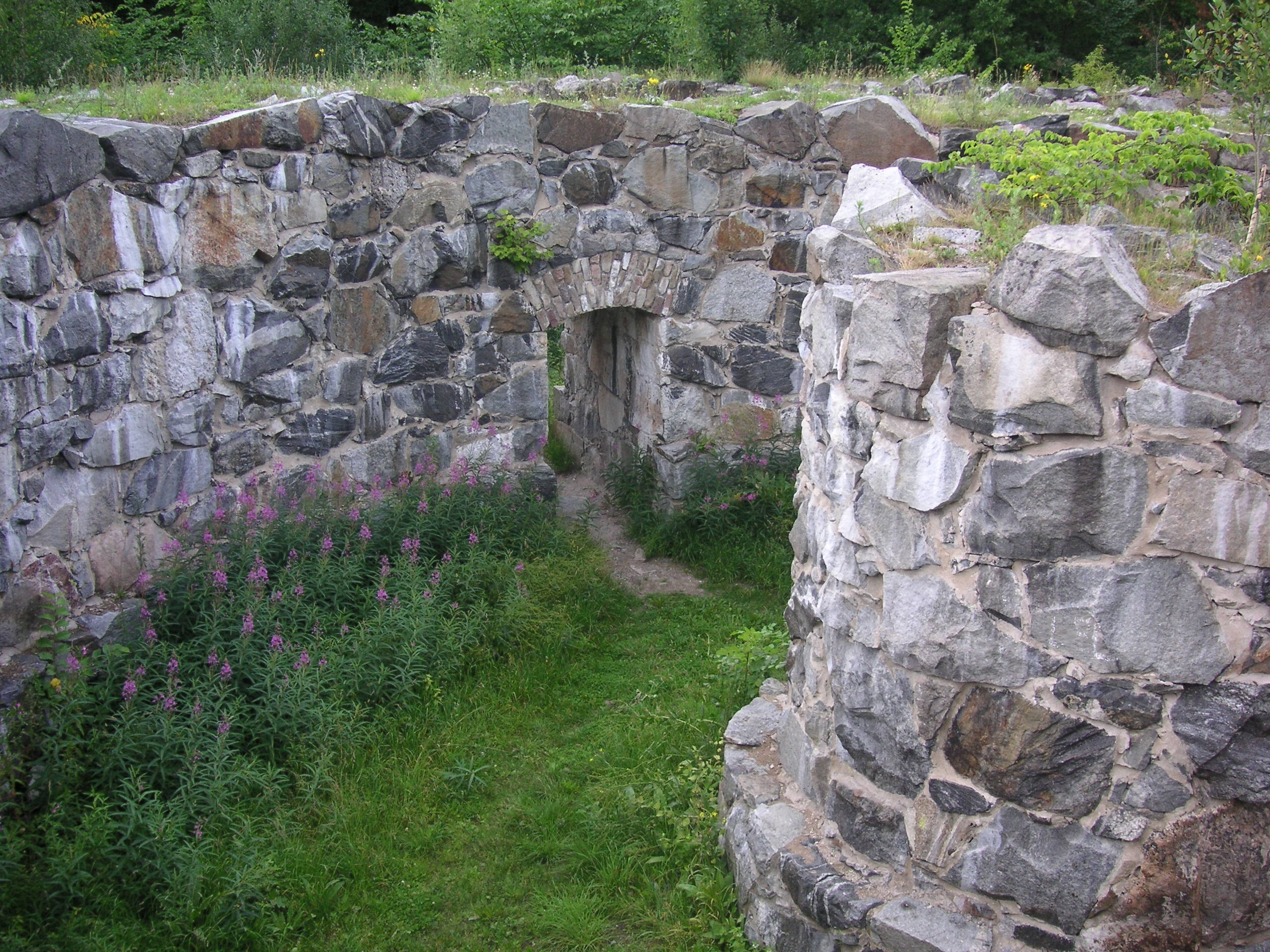
Slottsgrunden, mittpelaren
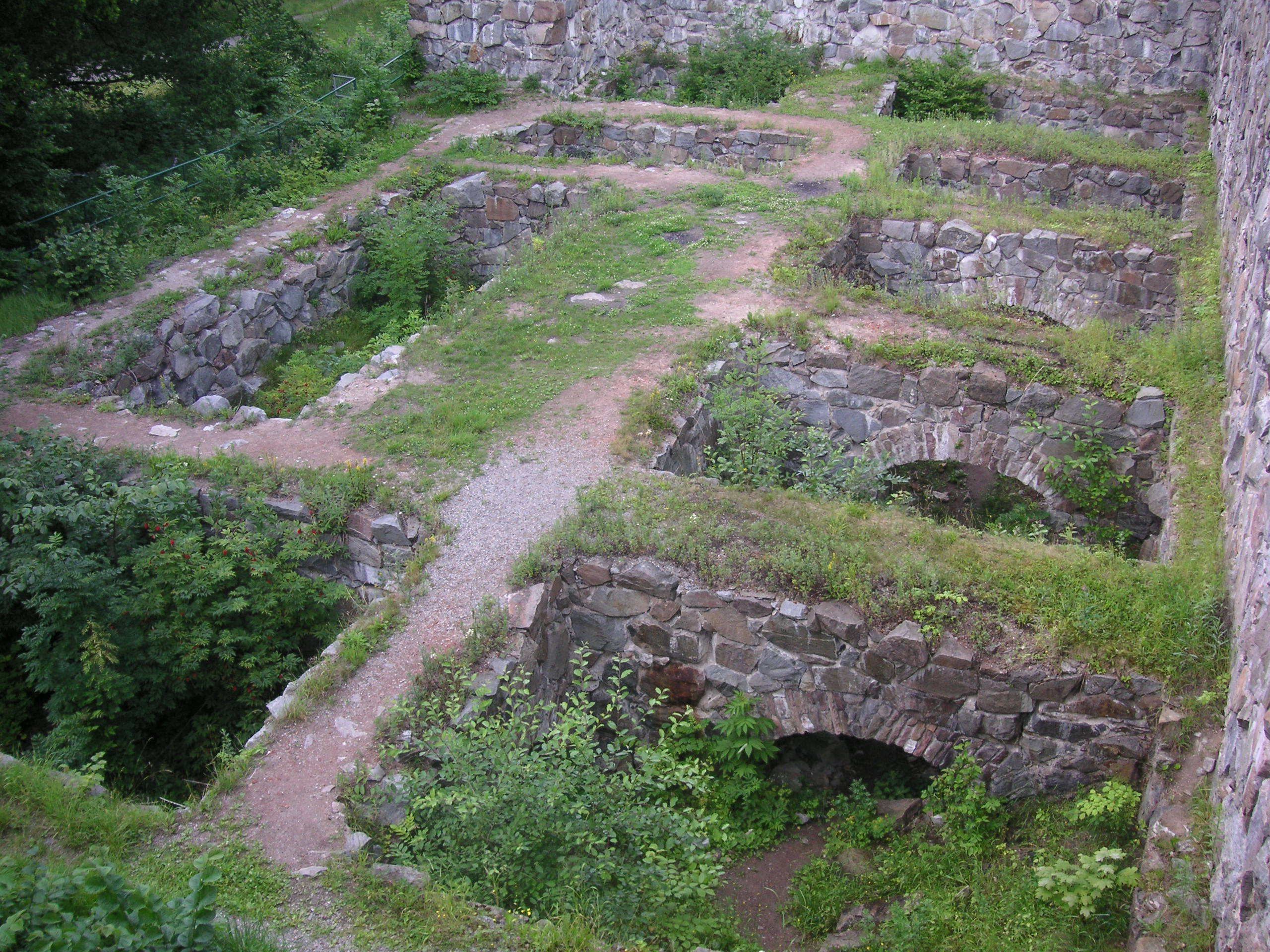
Slottsgrunden, nordöstra del
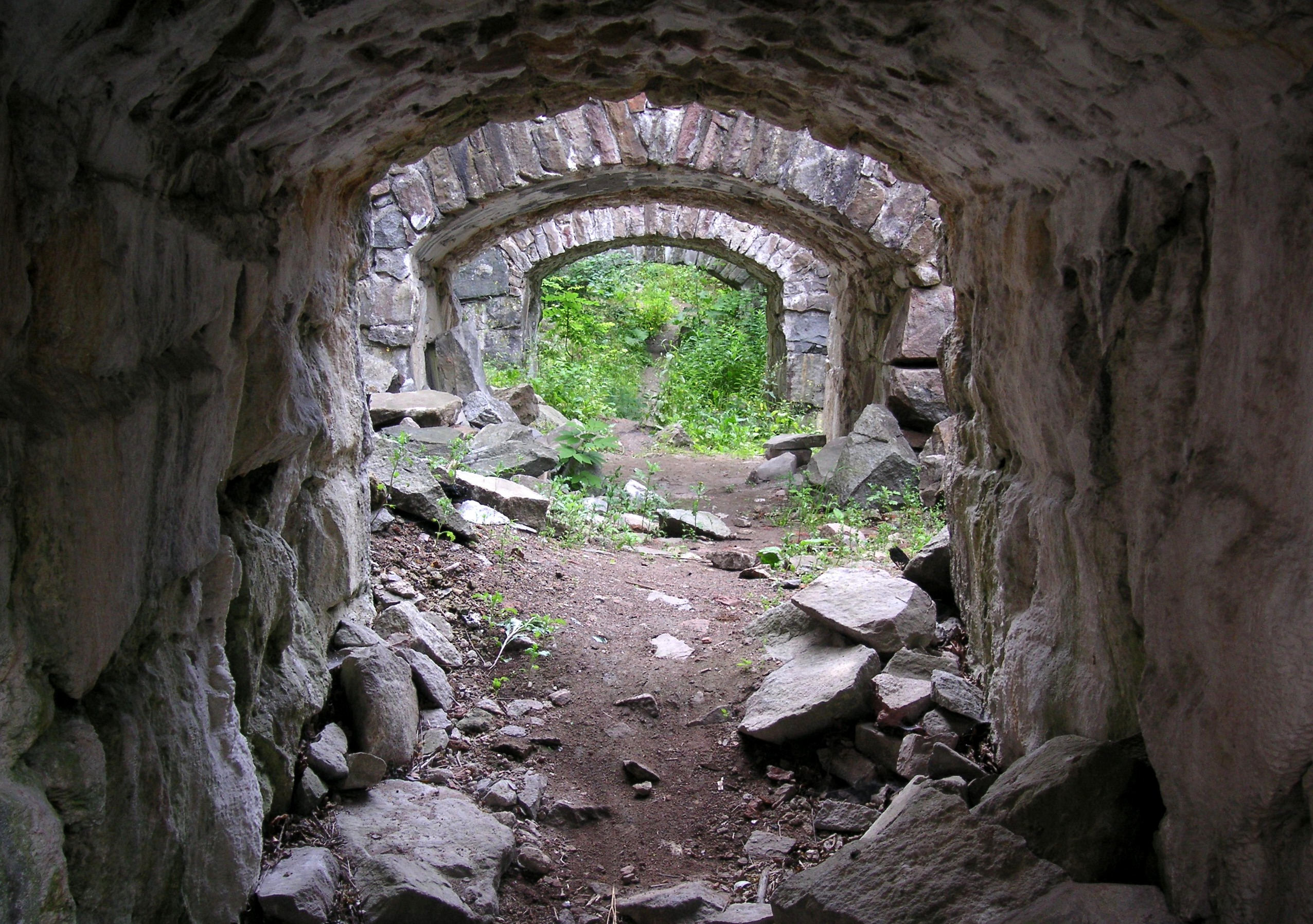
Slottsgrunden, källarvalv
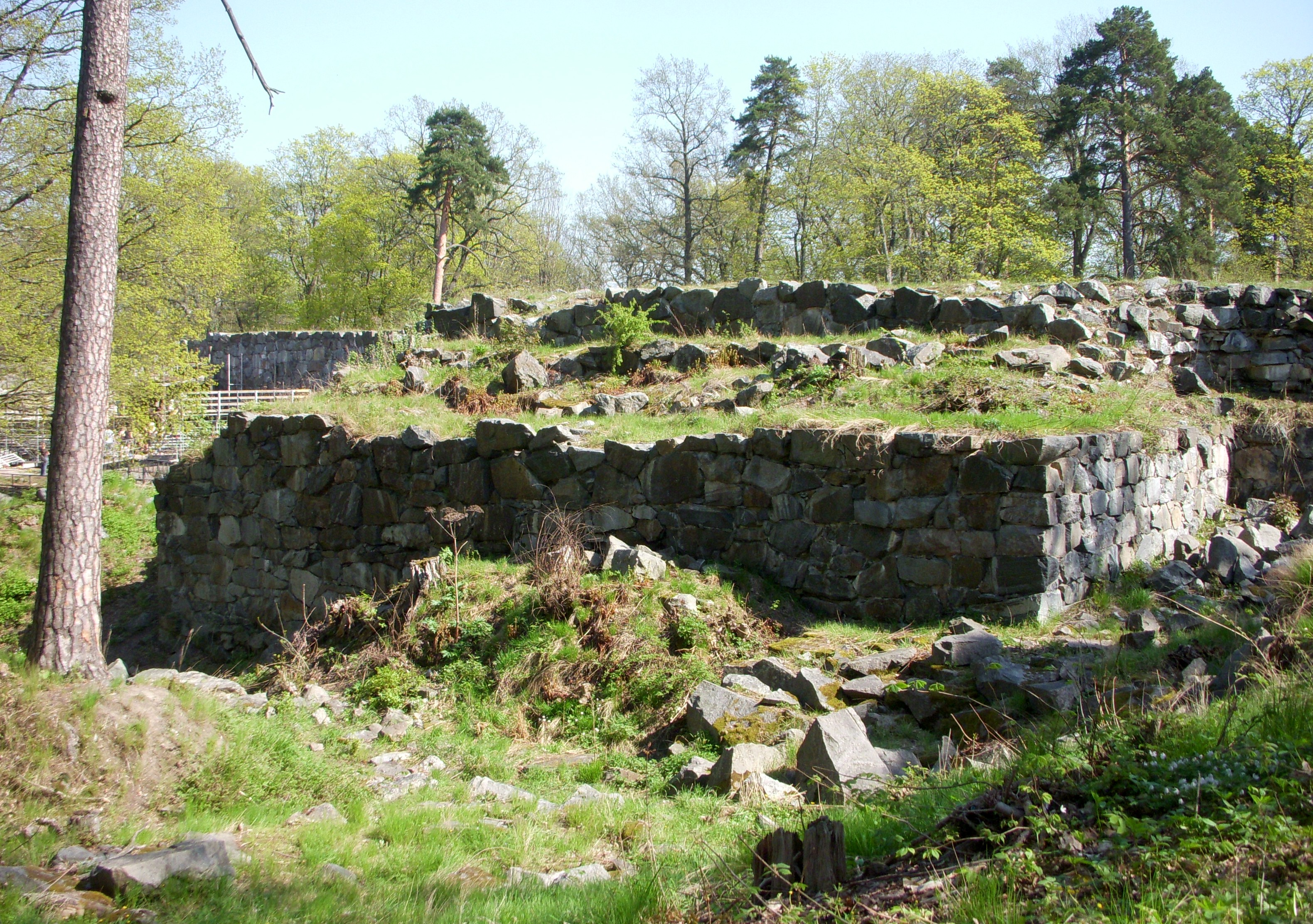
Slottsgrunden, norrsidan